# ألما كارليسلي
ألما كارليسلي (بالإنجليزية: Alma Carlisle)‏ هي مؤرخة وربة منزل ومهندسة معمارية أمريكية، ولدت في 9 يوليو 1927 في الإسكندرية في الولايات المتحدة.